# Río Reyssouze
El río Reyssouze es un río de Francia, un afluente por la izquierda del río Saona. Nace en el Revermont (parte del macizo del Jura), en Journans (Ain) y desemboca en Pont-de-Vaux (Ain). Su longitud es de 75 km y su cuenca de 470 km².
Todo su recorrido se desarrolla en el departamento de Ain. La principal poblaciones que atraviesa es Bourg-en-Bresse. Su cuenca albergaba unos 75.000 habitantes a fines de los 90.
El río Reyssouze ha sido fuertemente modificado por la acción humana. Hay un uso tradicional de molinos en su curso, que ha sido modificado ocasionalmente para darles servicio.